# Broken Wings: Special Edition EP
Broken Wings: Special Edition es un EP de Passerby , ahora se llama Flyleaf. Passerby fue el primer nombre de Flyleaf

## Lista de canciones
| N.º | Título          | Duración |  |
| 1.  | «Broken Wings»  |          |  |
| 2.  | «Breathe Today» |          |  |
| 3.  | «Red Sam»       |          |  |

- Datos: Q3283819